# I Can't Dance (Dirt Nasty)
I Can't Dance è il primo singolo estratto da Nasty As I Wanna Be, secondo album studio del rapper Dirt Nasty.
È stato pubblicato il 10 agosto, due giorni prima dell'uscita dell'album, ed è in collaborazione con il celebre duo musicale LMFAO.

## Il testo
Il testo del brano è cantato in prima persona, e parla di Dirt Nasty e di come, ogni volta che si trovi ad una festa, discoteca, o club, non sia in grado di ballare correttamente e che quindi subisca un'umiliazione dalle persone che lo vedono.

## Il video
Il video rispecchia molto il testo della canzone, infatti, in esso, si può vedere il cantante che, appena entrato in un club, comincia a ballare in modo ridicolo e scoordinato.
Dopo pochi secondi di ballo osceno, facendo una mossa di ballo, egli cade a terra e viene subito portato via dalla guardia medica che subito lo anestetizza utilizzando una siringa di dimensioni spropositate.
Il video termina con Dirt Nasty che, in paradiso, intona un canto popolare russo.
Il videoclip è stato diretto da Nicholaus Goosen ed è stato pubblicato su YouTube dal canale ufficiale dell'artista il 18 ottobre 2010.